# Lot 61 (Île-du-Prince-Édouard)
Lot 61 est un canton dans le comté de Kings, Île-du-Prince-Édouard, Canada. Il fait partie de la Paroisse St. Andrew.

## Population
- 815 (recensement de 2001)[1]
- 832 (recensement de 2006)[1]
- 795 (recensement de 2011)[2]

## Communautés
Non-incorporé :
- Albion
- Brooklyn
- Caledonia
- Gaspereaux
- Glenmartin
- Milltown Cross
- Panmure Island
- Saint Marys Road